# 小倉山古墳
小倉山古墳（おぐらやまこふん）は、高知県香美市土佐山田町楠目にある古墳。形状は円墳。史跡指定はされていない。

## 概要
高知県中部、物部川西岸の小丘陵南斜面に築造された古墳である。2011年度（平成23年度）に高知大学人文学部考古学研究室による測量調査が実施されている。
墳丘は改変を受けているが、元の墳形は直径13メートル程度の円形と推定される。埋葬施設は両袖式の横穴式石室で、南南西方向に開口する。石室内の副葬品は詳らかでない。
築造時期は、古墳時代終末期の7世紀初頭（TK209型式期）頃と推定される。当地域では盟主墳の伏原大塚古墳（香美市土佐山田町楠目）に後続する時期に本古墳のほか須江ツカアナ古墳・大元神社古墳・前行山1号墳・上方古墳などの標準型石室墳が築造され、盟主墳の地位が伏原大塚古墳から小蓮古墳（南国市）に移ったのちの当地域において小首長が林立した様子を示唆しており、特に本古墳の場合には伏原大塚古墳と指呼の距離にある次世代古墳として関係性が注目される。

## 埋葬施設

石室俯瞰図

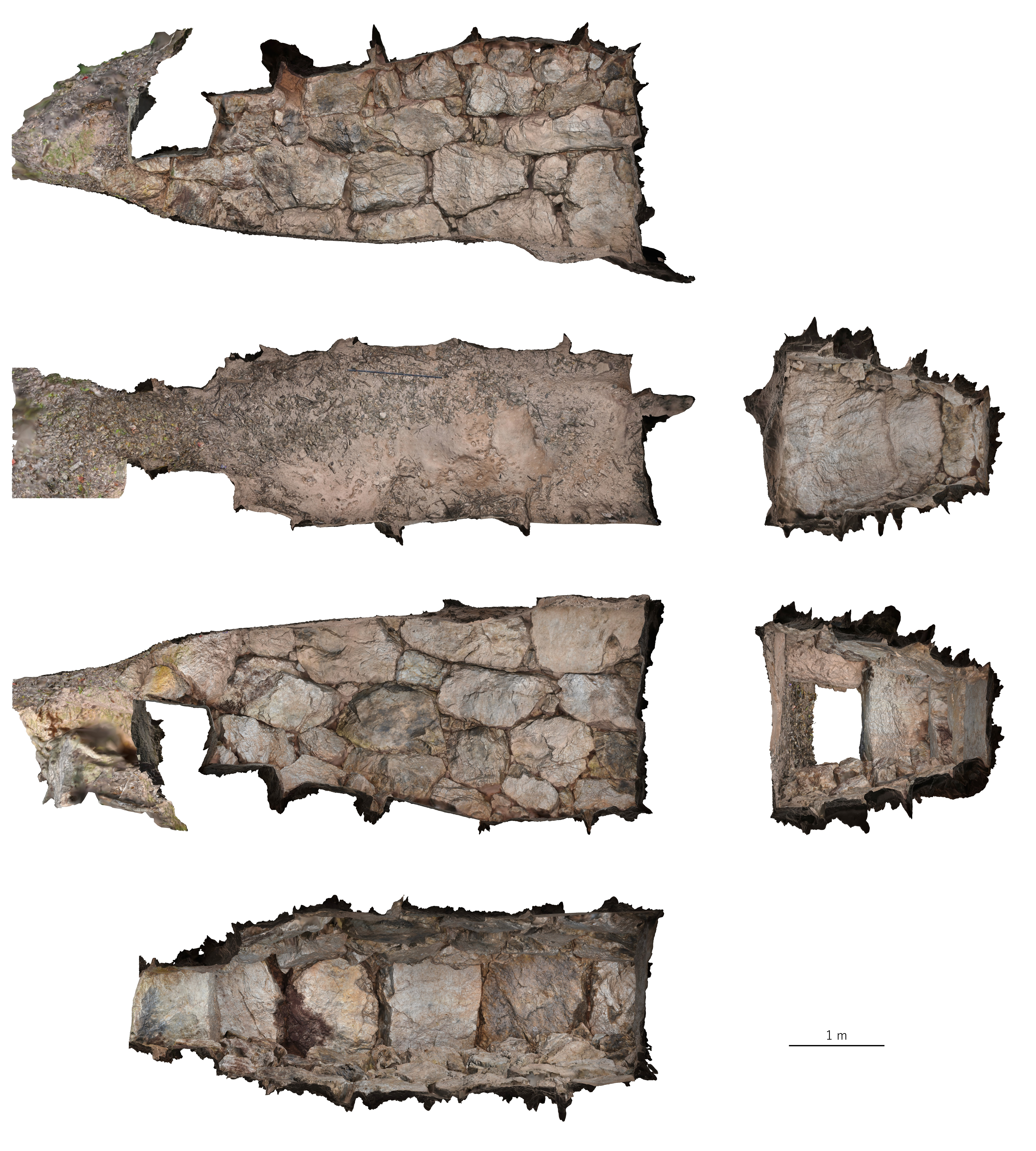
石室展開図

埋葬施設としては両袖式横穴式石室が構築されており、南南西方向に開口する。石室の規模は次の通り。
- 石室全長：5.96メートル
- 玄室：長さ4.49メートル、幅1.86メートル（奥壁付近）・1.60メートル（玄門付近）、高さ2.40メートル

石室の石材は秩父帯産出の変性チャート・砂岩類とみられる。玄室の奥壁には、巨岩1石の上に低平な石材1石を積む。両側壁は、やや大型の石材を基底石とした上に、同程度の石材を持ち送りながら積む。玄室の天井石は5枚。羨道部では基底石よりも床面のレベルが高く、現状より羨道がさらに続くか否か明確でない。羨道の天井石は1枚。

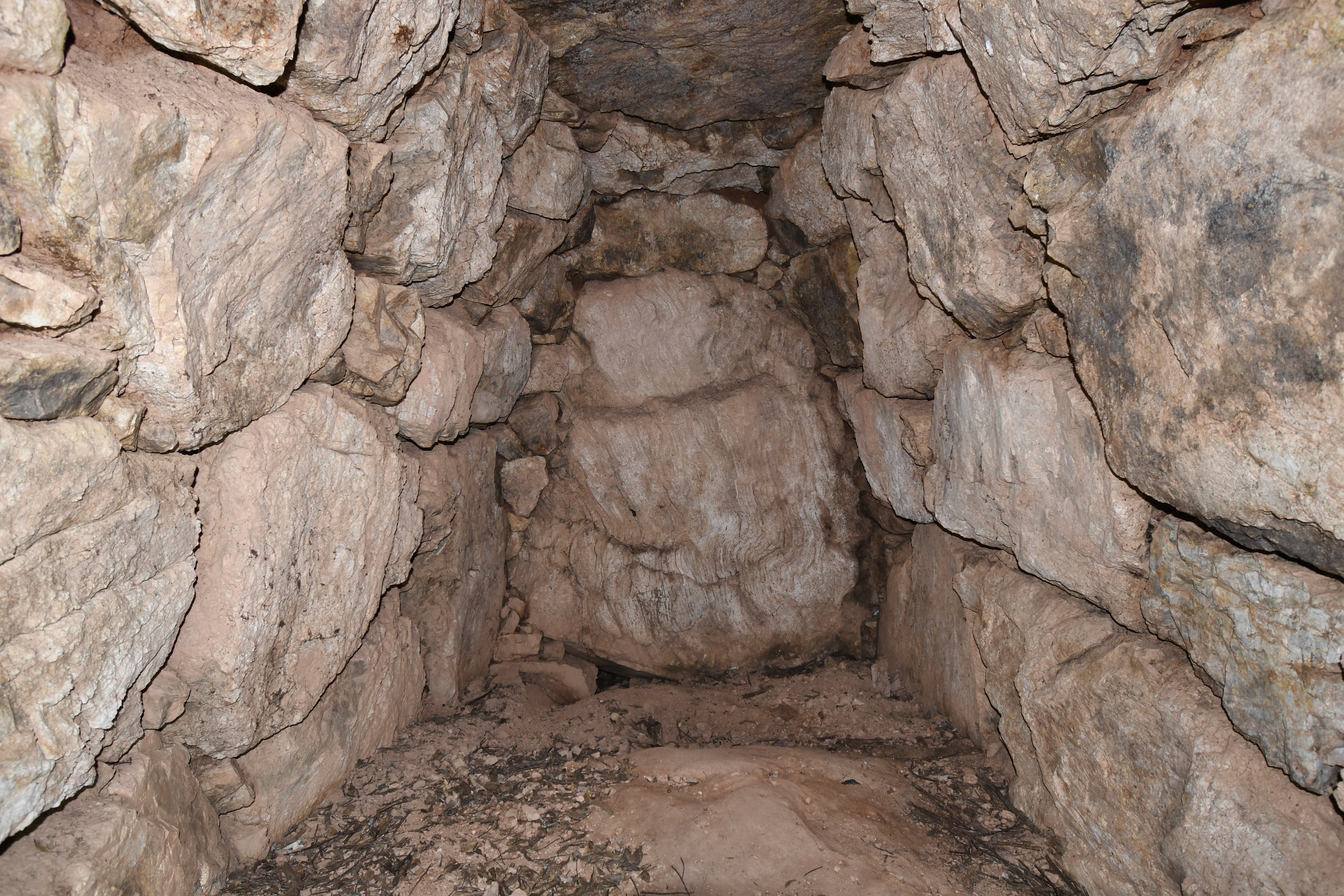
玄室（奥壁方向）
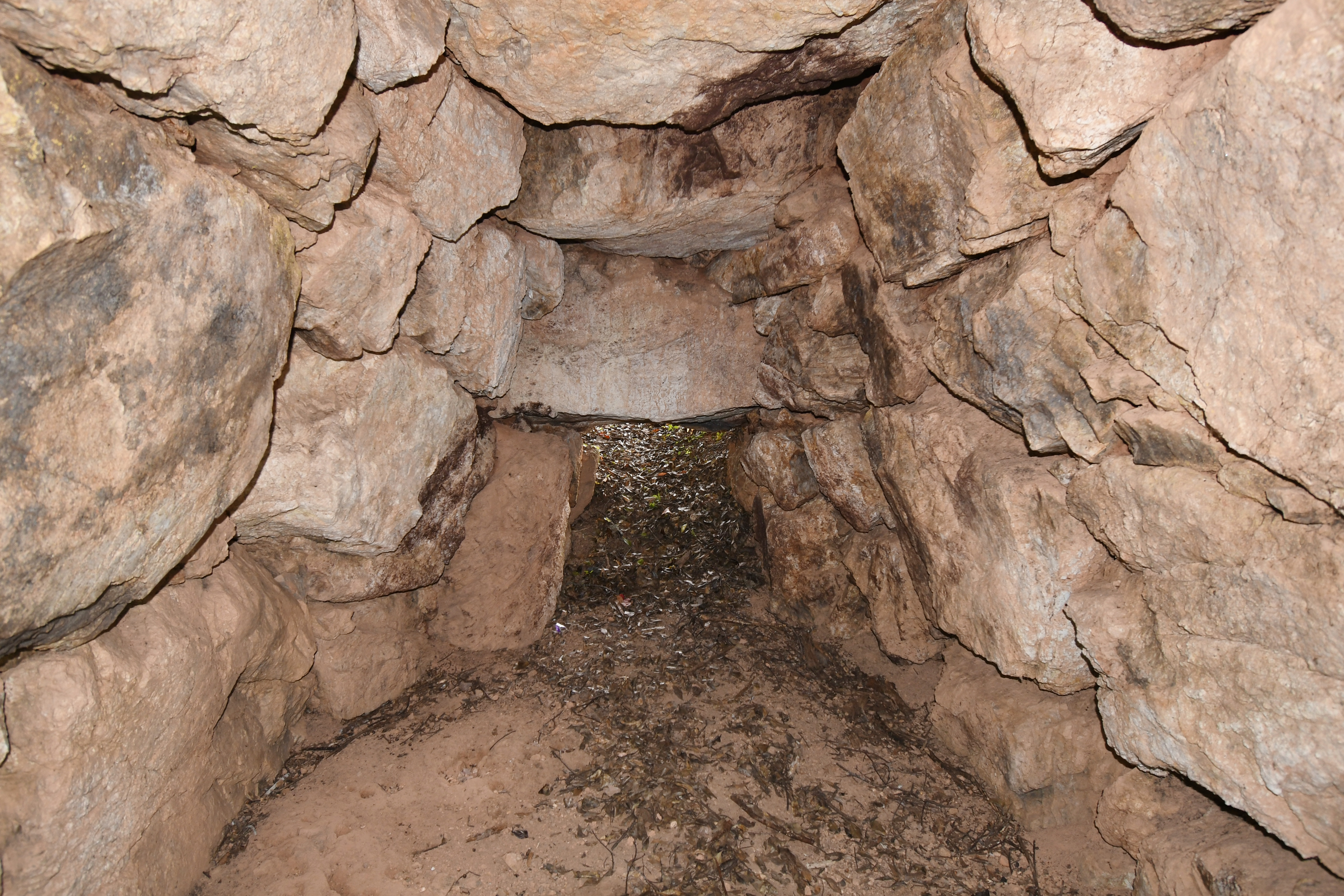
玄室（開口部方向）
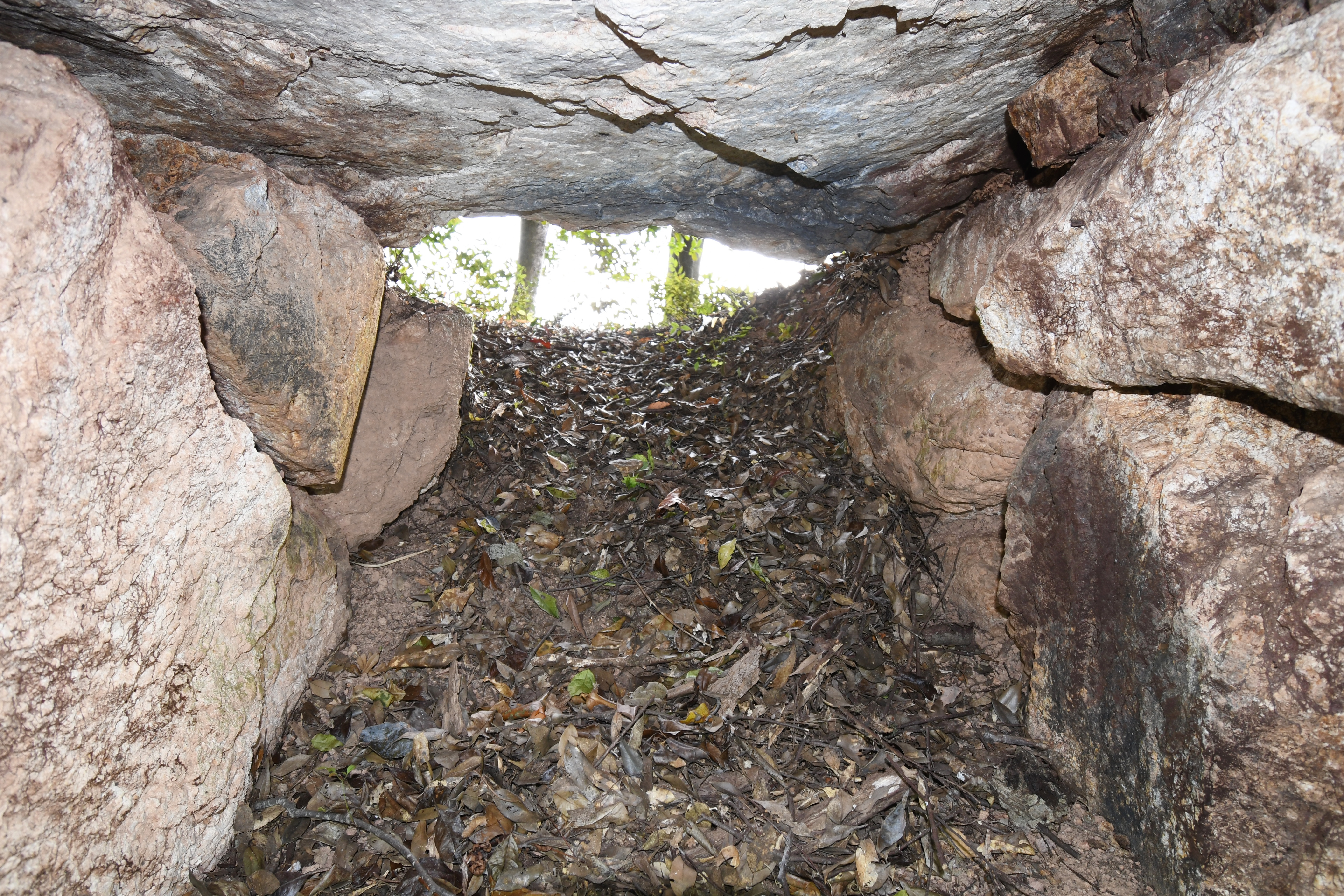
羨道（開口部方向）
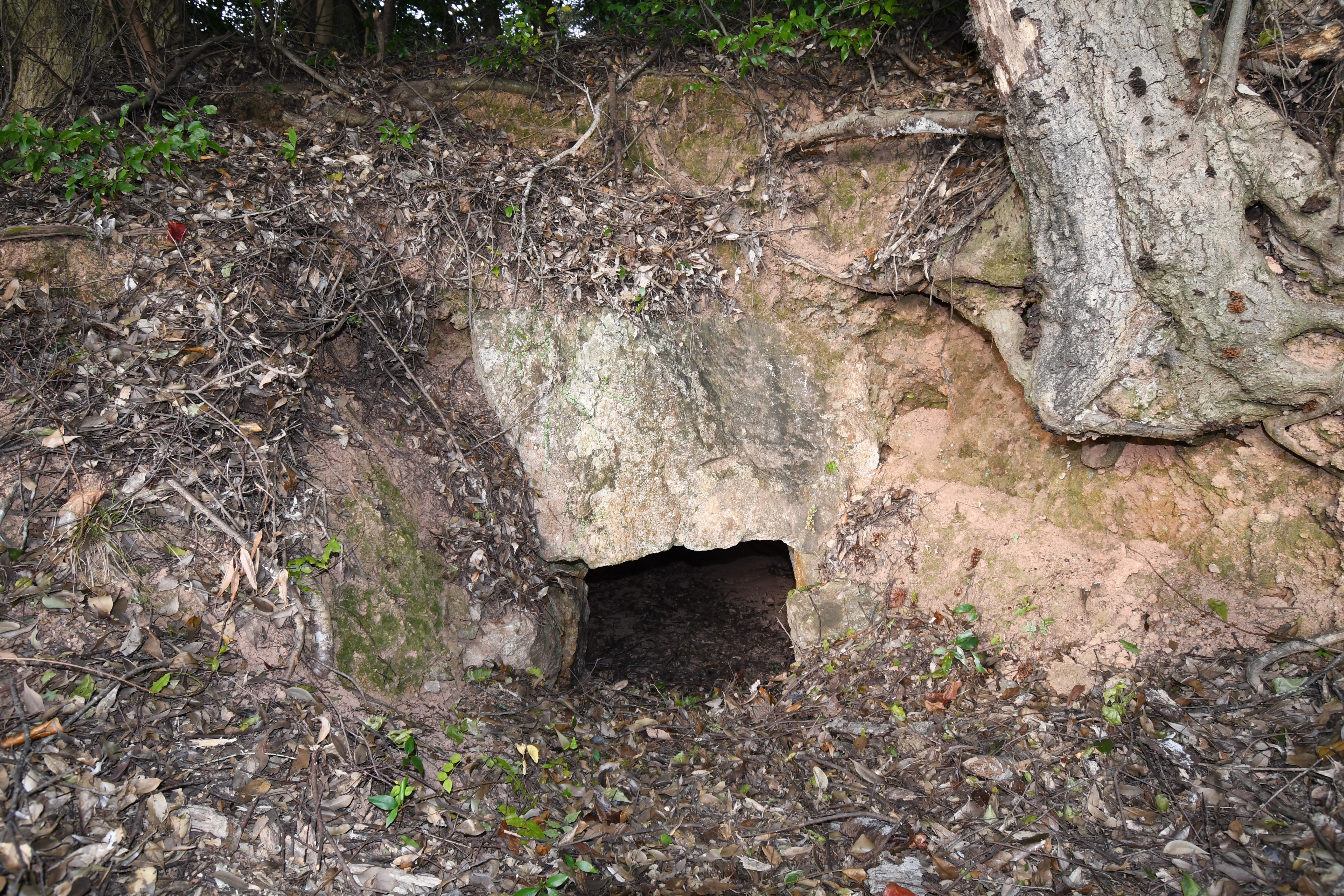
開口部